# SHACL
SHACL (Shapes Constraint Language)  est une spécification du W3C (World Wide Web Consortium) permettant de valider des graphes RDF avec un ensemble de conditions. SHACL comprend, entre autres, des fonctionnalités permettant d'exprimer des conditions qui limitent le nombre de valeurs qu'une propriété peut avoir, le type de celles-ci, les plages numériques, les modèles de correspondance de chaîne et les combinaisons logiques de certaines contraintes. SHACL inclut également un mécanisme d'extension permettant d'exprimer des conditions plus complexes dans des langages tels que SPARQL . 
Un moteur de validation SHACL prend en entrée un graphe de données RDF et un graphe contenant des déclarations de conditions, appelées "shapes", et génère un rapport de validation pouvant être utilisé par des outils. Ces graphes peuvent être représentés dans n’importe quel format de sérialisation RDF (Resource Description Framework), y compris JSON-LD ou Turtle. L'adoption de SHACL peut influer sur l'avenir des données liées. 